# Thủy điện Trạm Tấu
Thủy điện Trạm Tấu là thủy điện xây dựng trên dòng ngòi Thia tại vùng đất các xã Trạm Tấu và Pá Hu huyện Trạm Tấu tỉnh Yên Bái, Việt Nam.
Thủy điện Trạm Tấu có công suất lắp máy 30 MW với 2 tổ máy, sản lượng điện hàng năm 123 triệu KWh, khởi công năm 2016, hoàn thành năm 2018.

## Ngòi Thia
Ngòi Thia là một phụ lưu cấp 1 của sông Hồng, chảy ở các huyện phía tây tỉnh Yên Bái.
Ngòi Thia dài chừng 165 km, diện tích lưu vực 1563 km².
Ngòi Thia bắt nguồn từ hợp lưu nhiều suối ở vùng núi huyện Trạm Tấu, trong đó dòng lớn nhất là "Nậm Tia", từ phía tây xã Xả Hồ và Hát Lìu. Độ cao bình quân của lưu vực Ngòi Thia tới 907 m, độ chênh lệch lưu lượng giữa mùa lũ và mùa cạn lên tới 480 lần.
Ngòi Thia chảy về thung lũng Nghĩa Lộ, và tại Nông trường Liên Sơn thì tiếp nhận dòng Nậm Min từ hướng tây bắc đổ vào 21°39′52″B 104°30′30″Đ / 21,66444°B 104,50833°Đ.
Từ đó sông chảy hướng gần đông, rồi gần bắc, và đổ vào sông Hồng ở xã Yên Hợp, Văn Yên tỉnh Yên Bái 21°51′37″B 104°42′36″Đ / 21,86028°B 104,71°Đ.
Ngòi Thia là dòng sông giàu tiềm năng thủy điện, và trên dòng chính hiện đã có 5 thủy điện, chưa kể trên các phụ lưu.
- Thủy điện Văn Chấn có công suất lắp máy 57 MW, sản lượng điện hàng năm 246,5 triệu KWh, xây dựng trên dòng ngòi Thia tại vùng đất các xã Suối Quyền và An Lương, huyện Văn Chấn, hoàn thành tháng 11/2013.[7] 21°40′55″B 104°33′03″Đ / 21,681923°B 104,550714°Đ
- Thủy điện Thác Cá 1 có công suất lắp máy 27 MW, sản lượng điện hàng năm 99 triệu KWh, xây dựng trên dòng ngòi Thia ở vùng đất xã Mỏ Vàng huyện Văn Yên, khởi công tháng 4/2018, dự kiến hoàn thành năm 2020. 21°42′03″B 104°38′08″Đ / 21,700817°B 104,635428°Đ
- Thủy điện Thác Cá 2 có công suất lắp máy 14,5 MW, sản lượng điện hàng năm 55 triệu KWh, xây dựng trên dòng ngòi Thia ở vùng đất xã Mỏ Vàng huyện Văn Yên tỉnh Yên Bái. 21°44′48″B 104°38′40″Đ / 21,746642°B 104,644315°Đ
- Thủy điện Đồng Sung có công suất lắp máy 20 MW, sản lượng điện hàng năm 68 triệu KWh, xây dựng trên dòng ngòi Thia ở vùng đất xã Yên Phú và Đại Phác huyện Văn Yên tỉnh Yên Bái, khởi công tháng 1/2018, hoàn thành năm 2019.[8] 21°49′16″B 104°39′29″Đ / 21,821197°B 104,658155°Đ